# Pleisterneusslangen
Pleisterneusslangen (Salvadora) zijn een geslacht van slangen uit de familie toornslangachtigen (Colubridae) en de onderfamilie Colubrinae.

## Naam en indeling
De wetenschappelijke naam van de groep werd voor het eerst voorgesteld door Spencer Fullerton Baird en Charles Frédéric Girard in 1853.
Er zijn acht soorten, inclusief de pas in 2019 beschreven soort Salvadora gymnorhachis. Veel soorten behoorden eerder tot andere geslachten, zoals Zamenis, Coluber en Phimothyra.

## Verspreiding en habitat
Pleisterneusslangen komen voor in delen van Noord-Amerika en leven in de Verenigde Staten en Mexico.
De habitat bestaat uit droge tropische en subtropische bossen, gematigde bossen, gematigde en relatief hete woestijnen en scrubland. Ook in door de mens aangepaste streken zoals weilanden kunnen de slangen worden aangetroffen.

## Beschermingsstatus
Door de internationale natuurbeschermingsorganisatie IUCN is aan zes soorten een beschermingsstatus toegewezen. Deze pleisterneusslangen worden beschouwd als 'veilig' (Least Concern of LC).

## Soorten
Het geslacht omvat de volgende soorten, met de auteur en het verspreidingsgebied.
| Naam                   | Auteur                                             | Verspreidingsgebied      |
| ---------------------- | -------------------------------------------------- | ------------------------ |
| Salvadora bairdi       | Jan, 1860                                          | Mexico                   |
| Salvadora deserticola  | Schmidt, 1940                                      | Verenigde Staten, Mexico |
| Salvadora grahamiae    | Baird & Girard, 1853                               | Verenigde Staten, Mexico |
| Salvadora gymnorhachis | Hernández-jiménez, Flores-villela & Campbell, 2019 | Mexico                   |
| Salvadora hexalepis    | Cope, 1867                                         | Verenigde Staten, Mexico |
| Salvadora intermedia   | Hartweg, 1940                                      | Mexico                   |
| Salvadora lemniscata   | Cope, 1895                                         | Mexico                   |
| Salvadora mexicana     | Duméril, Bibron & Duméril, 1854                    | Mexico                   |